# EDP Renováveis
EDP Renováveis este al treilea producător de electricitate în turbine eoliene la nivel mondial, având capacități instalate de 6.227 MW la finalul lui 2009, precum și alte 739 MW în curs de realizare, din care 43% în SUA.
EDPR activează, de asemenea, în opt țări europene (Portugalia, Spania, Franța, Belgia, Polonia, Italia, Marea Britanie și România) precum și în Brazilia.

## Proprietate
Acționarul principal al EDPR este Grupul EDP. EDP deține operațiuni semnificative de energie electrică și gaze în Europa, Brazilia și Statele Unite, prin diversele afacerile sale  constitutive.
EDP a cotat 22,5% din companie într-o ofertă publică inițială de la Euronext Lisabona în iunie 2008, la 8,00 euro pe acțiune, după care a devenit imediat membru al indicelui PSI-20 ca fiind cea de-a cincea cea mai mare companie după capitalizarea de piață.
În primăvara anului 2017, EDP a lansat o ofertă de răscumpărare de 6,80 EUR pe acțiune pentru acțiunile minoritare din EDPR, cu 15% mai mică decât prețul inițial cu 9 ani în urmă, s-a așteptat să conducă la o achiziție forțată a acționarilor minoritari rămași (squeeze-out).